# Blitzkrieg 2
Blitzkrieg 2 – komputerowa strategiczna gra czasu rzeczywistego w realiach II wojny światowej, wyprodukowana przez rosyjskie studio Nival Interactive i wydana w 2005 przez cdv Software Entertainment. Jest to kontynuacja gry Blitzkrieg.